# Skototaxis
Als Skototaxis wird in der Biologie diejenige Hell-Dunkel-Orientierung von Lebewesen bezeichnet, bei der sich das Lebewesen gerichtet (Taxis) auf sich dunkel von der helleren Umgebung abhebende Stellen zubewegt. Davon zu unterscheiden ist die negative Phototaxis, die Bewegung von einer Lichtquelle weg.
Skototaxis ist häufig zu finden bei Tiergruppen, die in der Laubstreu oder in den oberen Bodenschichten leben: beispielsweise Asseln (Isopoda), Tausendfüßer (Myriopoda) und Ohrwürmer (Dermaptera).
Das zielgerichtete Wachstum festsitzender Organismen (etwa Pflanzen) wird als Skototropismus bezeichnet.